# ガベイ賞
ガベイ賞（Jacob Heskel Gabbay Award in Biotechnology and Medicine）はアメリカ合衆国の医学の賞。生物医科学の発展における重要な功績に対して、ブランダイス大学により1988年から授与されている。賞金は1万5000ドル。後援者である実業家の名を冠している。

## 受賞者
- 1998年 - パトリック・O・ブラウン, Stephen PA Fodor
- 1999年 - David V. Goeddel, Thomas P. Maniatis, William J. Rutter
- 2000年 - クレイグ・ヴェンター
- 2001年 - J. Michael Ramsey
- 2002年 - William H. Rastetter, デニス・スレイモン, グレゴリー・ウィンター
- 2003年 - Roger Brent, Stanley Fields
- 2009年 - Alan H. Handyside, Ann A. Kiessling, Gianpiero D. Palermo
- 2004年 - ジョージ・M・ホワイトサイズ
- 2005年 - Fred R. Kramer, Sanjay Tyagi
- 2006年 - Alan Davison, Alun Gareth Jones
- 2007年 - マリオ・カペッキ
- 2008年 - Alfred Goldberg
- 2010年 - Angela Hartley Brodie
- 2011年 - ジェームズ・P・アリソン
- 2012年 - Patricia Hunt, Ana M. Soto, Carlos Sonnenschein
- 2013年 - カール・ダイセロス, Gero Miesenböck, Edward Boyden
- 2014年 - フェン・チャン, ジェニファー・ダウドナ, エマニュエル・シャルパンティエ
- 2015年 - スティーヴン・クウェイク
- 2016年 - ジェフリー・ケリー
- 2017年 - ジェームズ・J・コリンズ
- 2018年 - Lorenz Studer
- 2019年 - ミシェル・サデラン, Dario Campana
- 2021年 - C. Frank Bennett, エイドリアン・クレイナー
- 2022年 - Jan Steyaert
- 2023年 - Craig Crews, Raymond Deshaies
- 2024年 - David Ruchien Liu
- 2025年 - Jim Wells, Kevan Shokat